# هانتر (داکوتای شمالی)
هانتر(به انگلیسی: Hunter) شهری در ایالت داکوتای شمالی کشور ایالات متحده آمریکا است که جمعیت آن در سرشماری سال ۲۰۱۰ میلادی، ۲۶۱ نفر بوده‌است.